# Встань і бийся
«Встань і бийся» (англ. Stand Up and Fight) — американський історичний вестерн режисера В. С. Ван Дайка 1939 року.

## Сюжет
Блейк Кантрелл, аристократ південець з Меріленда і добре вихований цинік, використовує організоване ним же полювання, щоб оголосити про своє майбутнє банкрутство. Для того щоб оплатити свої борги Блейк змушений продати навіть своїх рабів, замість того, щоб дати їм волю, чим викликає несхвалення своєї гості Сьюзен Гріффіт, за якою він наполегливо доглядає. Пізніше ввечері, коли він намагається спокусити дівчину, вона його відкидає і в терміновому порядку покидає особняк Блейка. 
Втім, Блейк теж змушений покинути свій будинок, оскільки його продали за борги. Він приїжджає в Камберленд, щоб влаштуватися на роботу до старого друга свого батька, полковника Вебба, главі будівництва залізниці «Балтімор-Огайо». Той пропонує йому шпигувати за Старкі, главою конкуруючої компанії з перевезень, але Блейк відмовляється. Увечері того ж дня Блейк потрапляє до в'язниці за бійку.

## У ролях
- Воллес Бірі — капітан Бос Старкі
- Роберт Тейлор — Блейк Кантрелл
- Флоренс Райс — Сьюзен Гріффіт
- Гелен Бродерік — Аманда Гріффіт
- Чарльз Бікфорд — Арнольд
- Бартон Маклейн — Краудер
- Чарлі Грейпвін — «Старий Пуф»
- Джон Кволен — Деві
- Роберт Глекер — шериф Барні